# آنا موریس
آنا موریس (انگلیسی: Anna Morris؛ زادهٔ ۱۳ ژوئن ۱۹۹۵) دوچرخه‌سوار پیست زن اهل بریتانیا است.
وی در مسابقات کشوری و بین‌المللی در مجموع برندهٔ ۲ مدال طلا، ۱ مدال نقره، ۱ مدال برنز شده است.